# Muziris doleschalli
Muziris doleschalli är en spindelart som först beskrevs av Tord Tamerlan Teodor Thorell 1878.  Muziris doleschalli ingår i släktet Muziris och familjen hoppspindlar. Inga underarter finns listade i Catalogue of Life.